# Billy McKay
Pour les articles homonymes, voir McKay.
William Robert « Billy » McKay est un footballeur nord-irlandais, né le 22 octobre 1989 à Corby en Angleterre. Il évolue au poste d'attaquant.

## Biographie
Billy McKay est formé au club anglais de Leicester City. Il ne joue aucun match avec l'équipe première de ce club.
En 2009, il est transféré à Northampton Town, club de quatrième division anglaise. Il joue 74 matchs en championnat avec cette équipe, inscrivant 13 buts.
En 2011, il est transféré au club écossais d'Inverness. Le club évolue en Scottish Premier League. Lors de la saison 2012-2013, il inscrit 23 buts en championnat avec le club d'Inverness.
Le 13 juillet 2016, il est prêté à Oldham Athletic jusqu'au terme de la saison.
Le 31 janvier 2017, il est prêté à Inverness jusqu'à la fin de la saison.
Le 25 juillet 2017, il rejoint Ross County où il a signé un contrat de deux ans,.
En juin 2021, il retourne et signe à Inverness CT pour une durée de deux ans. Il prolonge son contrat au club jusqu'en été 2025.
Billy McKay participe avec l'Irlande du Nord de moins de 21 ans aux éliminatoires de l'Euro espoirs 2011. Il participe ensuite aux éliminatoires de la Coupe du monde 2014 avec l'équipe d'Irlande du Nord.

## Palmarès
Ross County
- Champion d'Écosse D2 en 2019

 Inverness Caledonian Thistle
- Finaliste de la Coupe d'Écosse en 2023

### Distinctions personnelles
- Membre de l'équipe-type du Championnat d'Écosse D2 en 2021-2022.